# 함양 개평리 소나무
함양 개평리 소나무(咸陽 介坪里 소나무)는 경상남도 함양군 지곡면 개평리에 있던 소나무이다. 1998년 11월 13일 경상남도의 기념물 제211호로 지정되었으나, 고사하여 문화재를 가치를 상실함에 따라 2013년 4월 4일 문화재 지정이 해지되었다.

## 참고 문헌
- 함양개평리소나무 - 국가유산청 국가유산포털